# SARS-CoV-2-variant Gamma
 Denne artikel bør gennemlæses af en person med fagkendskab for at sikre den faglige korrekthed.
    Der er løbende udvikling af SARS-CoV-2-varianter

Lineage P.1 (også 20J/501Y.V3, Variant B.1.1.248 eller den brasilianske COVID-19-variant) er en muteret variant af SARS-CoV-2, den virus der kan føre til sygdommen COVID-19.
Denne variant af SARS-CoV-2 blev først opdaget af National Institute of Infectious Diseases (NIID) i Japan den 6. januar 2021 hos fire personer, der var ankommet til Tokyo efter at have besøgt Amazonas i Brasilien fire dage tidligere.
Den brasilianske statsdrevne Oswaldo Cruz Foundation har bekræftet, at den mener varianten har været til stede i den brasilianske regnskovsiden juli 2020.
Et preprint af en forskningsartikel af Carolina Mus Voloch et al. beskrev slægtskab mellem brasilianske sekventeringer i 2020, og identificerede en ny linje af SARS-CoV-2 − 'B.1.1.248' − i omløb i Brasilien, som var baseret på B.1.1.28. Den beskrives som fremkommet i juli og først opdaget af dem i oktober, men på tidspunktet for offentliggørelse (december 2020) var varianten − skønt efterhånden meget hyppigere end før − i øjeblikket mest at finde i Rio de Janeiro.
I maj havde deres fund for det meste været af B.1.1.33, men i september var der en betydelig spredning af B.1.1.28, og i oktober og november dominerede den nye variantlinje (B.1.1.248) tre til fire gange over andre klassifikationer fundet ved hjælp af 'pangolin'-værktøjer.
Artiklen identificerer mutationen E484K (til stede i både B.1.1.28 og B.1.1.248) som "bredt fordelt" blandt prøverne (for eksempel 36 af de 38 prøver i et sæt).